# Llei de Jerusalem
La Llei de Jerusalem (en hebreu: חוֹק יְסוֹד: יְרוּשָׁלַיִם בִּירַת יִשְׂרָאֵל, en àrab: قانون القدس) és el nom comú de la Llei Bàsica: Jerusalem, capital d'Israel aprovada per la Kenésset el 30 de juliol de 1980 (17 d'Av de 5740).
Encara que la llei no utilitzava aquest terme, el Tribunal Suprem d'Israel va interpretar la llei efectivament com una Annexió de Jerusalem Est.

## Història
La Llei de Jerusalem va començar com un projecte de llei proposat per Geulah Cohen, el text original del qual declarava que "la integritat i unitat de l'àrea metropolitana de Jerusalem (Gran Jerusalem o Yerushalayim rabati) no podia ser violada després de la Guerra dels Sis Dies." Tanmateix, aquesta clàusula es va eliminar després de la primera lectura en la Kenésset. Com que la Kenésset va evitar mencionar fronteres específiques i no emprava termes com "annexió" o "sobirania", Ian Lustick escriu que "El consens dels experts legals és que aquesta acció no afegia res a la circumstància legal o administrativa de la ciutat, tot i que, especialment en aquell temps, es considerà que la seva aprovació tenia importància política i va encendre una reacció de protesta vigorosa de la comunitat mundial." Per exemple, la Resolució de Consell de Seguretat de Nacions Unides 478, adoptada el 20 d'agost de 1980 per 14 vots a favor, cap en contra, i 1 abstenció (Estats Units), declarava que la llei era "nul·la i buida" i que havia de ser "derogada". Aquesta resolució instava els estats membre a retirar les seves missions diplomàtiques de la ciutat. Tanmateix, 38 anys més tard, els Estats Units van reubicar la seva ambaixada israeliana de Tel Aviv a Jerusalem el 14 de maig de 2018, i altres països, com ara Paraguai i la República Txeca, van expressar intencions similars.
Tot i que la llei no va ser proposada per la coalició de govern o el Primer ministre Menachem Beguin, fou proposada per alguns legisladors preocupats pels negociadors de pau que reclamaven que els residents àrabs de Jerusalem Est poguessin aconseguir vots en les eleccions de l'Autoritat Palestina. Com a legislació, la Llei és considerada en gran part com a simbòlica.
Una esmena de l'any 2000 especificava la jurisdicció de la llei, que incloïa Jerusalem Est. De fet, no va canviar el seu abast. L'esmena també prohibia transferir l'autoritat a un cos estranger, com per exemple un règim internacional.

## Text de la Llei
Llei bàsica: Jerusalem, Capital d'Israel (traducció no oficial)
Jerusalem, Capital d'Israel:
1. Jerusalem, completa i unida, és la capital d'Israel.
Seu de la Presidència, la Kenésset, el Govern i el Tribunal Suprem:
2. Jerusalem és la seu del President de l'Estat, la Kenésset, el Govern i el Tribunal Suprem.
Protecció dels Llocs Sagrats:
3. Els Llocs Sagrats seran protegits davant la profanació i qualsevol altra violació i de qualsevol fet que pugui violar la llibertat d'accés dels membres de les diferents religions als llocs sagrats per a ells o els seus sentiments cap a aquells llocs.
Desenvolupament de Jerusalem:
4. (a) El Govern proporcionarà pel desenvolupament i prosperitat de Jerusalem i el benestar dels seus habitants destinant fons especials, incloent una beca anual especial al Municipi de Jerusalem amb l'aprovació del Comitè de Finances de la Kenésset.
(b) Jerusalem tindrà una prioritat especial en les activitats de les autoritats de l'Estat a fi de fomentar el seu desenvolupament en afers econòmics i altres.
(c) El Govern instal·larà un cos especial o cossos especials per a la implementació d'aquesta secció.
Esmena núm. 1 (aprovada per la Kenésset el 27 de novembre de 2000):
Àrea de la jurisdicció de Jerusalem 
5. La jurisdicció de Jerusalem inclou, pel que fa a aquesta llei bàsica, entre d'altres, la totalitat de l'àrea que es descriu en l'apèndix de la proclamació que expandeix les fronteres del Jerusalem municipal que comença el 20 de Sivan de 5727 (28 de juny de 1967), d'acord amb l'Ordenança de la Ciutat.
Prohibició de la transferència d'autoritat 
6. Cap autoritat estipulada en la llei de l'Estat d'Israel o de la Municipalitat de Jerusalem pot ser transferida permanentment o per un temps assignat cap a un cos estranger, ja sigui polític, gubernamental o a qualsevol altre tipus similar de cos estranger.
Consolidació
7. Les clàusules 5 i 6 no serà modificat excepte per una Llei Bàsica aprovada per una majoria dels membres de la Kenésset.
Menachem Beguin Primer Ministre
Yitshaq Navon President de l'Estat"
Publicat en Sefer Ha-Chukkim núm. 980 del 23 d'Av de 5740 (5 d'agost 1980), p. 186; la Llei i una Nota Explicativa foren publicades en Hatza'ot Chok núm. 1464 de 5740, p. 287.